# خوسيه دانيال فالا روبلز
خوسيه دانيال فالا روبلز (7 أكتوبر 1956 - 1 مايو 2021) كان أسقف كولومبي كاثوليكي.

## السيرة الشخصية
وُلد فالا روبلز في كولومبيا ورُسم في الكهنوت عام 1992. شغل منصب الأسقف الفخري لكالاما وأسقفًا مساعدًا لأبرشية الروم الكاثوليك في كالي، كولومبيا من عام 2009 إلى عام 2016، وأسقفًا لأبرشية الروم الكاثوليك في سواتشا، كولومبيا من عام 2016 حتى وفاته من جراء كوفيد 19 أثناء الجائحة في عام 2021.